# 秦恒平
秦 恒平（はた こうへい、1935年12月21日 - ）は、日本の小説家。

## 来歴・人物
京都市生まれ。京都市立日吉ヶ丘高等学校、同志社大学文学部（美学）卒業。同大大学院中退。1959年上京して医学書院に勤める。1969年、「清経入水」が太宰治賞を受賞し文壇にデビュー。1971年「廬山」で芥川賞候補。74年医学書院を辞めてフリーとなるが、東横学園女子短期大学で非常勤講師を務め、1992年から東京工業大学客員教授も務めた。2015年京都府文化賞・功労賞受賞。
作家の秦建日子は長男。長女・朝日子の夫は押村高。評論家の北沢恒彦は兄。文芸評論家・作家の黒川創は甥。「大きな古時計」で知られる作詞家の保富康午は妻の兄にあたる。
日本の平安朝から中世までの古典に関心が深く、それらをモティーフとした作品、評論が多い。谷崎潤一郎に傾倒しており、谷崎に関する著書もある。1980年代、小森陽一による夏目漱石『こゝろ』の解釈に賛同し、「私」が「静」と結ばれるという筋の戯曲も書いた。
自著のうち絶版になったものを、代表作の一つ『みごもりの湖』にちなみ、「湖（うみ）の本」として刊行を続けており、その作品のほとんどは自身のウェブページで読むことができる。

## 著書
（「湖の本」を除く）
- 『清経入水』星野書店 1969年 のち角川文庫
- 『秘色』筑摩書房 1970年
- 『花と風』筑摩書房 1972年
- 『慈子』筑摩書房 1972年 のち集英社文庫
- 『廬山』芸術生活社 1972年
- 『閨秀』中央公論社 1973年
- 『女文化の終焉』美術出版社 1973年
- 『墨牡丹』集英社 1974年
- 『みごもりの湖』新潮社（新鋭書き下ろし作品） 1974年
- 『罪はわが前に』筑摩書房 1975年
- 『手さぐり日本 「手」の思索』玉川大学出版部 1975年
- 『絵巻』沖積舎 1975年
- 『雲隠れの巻』西沢書店 1975年
- 『趣向と自然 中世美術論』古川書房 1975年
- 『優る花なき』ダイヤモンド社 1976年
- 『迷走』筑摩書房 1976年
- 『谷崎潤一郎 <源氏物語>体験』筑摩書房 1976年 のち叢書
- 『月皓く』集英社 1976年
- 『日本やきもの旅行 4 唐津・有田・小鹿田・高取・薩摩・壷屋』平凡社 1976年
- 『神と玩具との間 昭和初年の谷崎潤一郎』六興出版 1977年
- 『誘惑』筑摩書房 1977年
- 『茶ノ道廃ルベシ』北洋社 1977年
- 『梁塵秘抄-信仰と愛欲の歌謡』日本放送出版協会（NHKブックス） 1978年
- 『中世と中世人』平凡社 1978年
- 『顔と首』小沢書店 1978年
- 『牛は牛づれ』小沢書店 1979年
- 『日本史との出会い』筑摩書房 1979年（ちくま少年図書館）
- 『初恋』講談社 1979年
- 『京・あす・あさって』北洋社 1979年
- 『蘇我殿幻想』筑摩書房 1979年
- 『極限の恋 対談集』出帆新社 1980年
- 『風の奏で』文藝春秋 1981年
- 『冬祭り』講談社 1981年
- 『古典愛読』中公新書 1981年
- 『面白い話』法藏館 1982年
- 『閑吟集 孤心と恋愛の歌謡』日本放送出版協会（NHKブックス）1982年
- 『春は、あけぼの』創知社 1984年
- 『からだ言葉の本』筑摩書房 1984年
- 『北の時代』筑摩書房 1984年
- 『洛東巷談・京とあした』朝日新聞社 1985年
- 『京と、はんなり』創知社 1985年
- 『絵とせとら論叢』創知社 1986年
- 『京のわる口』平凡社 1986年　のちライブラリー
- 『秦恒平の百人一首』平凡社 1987年
- 『茶も、ありげに』淡交社 1988年
- 『秋萩帖』芸術新聞社 1988年
- 『一文字日本史』平凡社 1989年
- 『京都感覚』筑摩書房 1989年
- 『親指のマリア』筑摩書房 1990年
- 『美の回廊』紅書房 1990年
- 『修羅』筑摩書房 1991年
- 『死なれて・死なせて』弘文堂 1992年（叢書死の文化）
- 『名作の戯れ 『春琴抄』『こころ』の真実』三省堂 1993年
- 『日本語にっぽん事情』創知社 1994年
- 『青春短歌大学』平凡社 1995年
- 『京都、上げたり下げたり』清流出版 1995年
- 『猿の遠景 絵とせとら文化論』紅書房 1997年
- 『作家の批評』清水書院 1997年
- 『東工大「作家」教授の幸福』平凡社 1997年
- 『能の平家物語』朝日ソノラマ 1999年
- 『元気に老い、自然に死ぬ』山折哲雄対談 春秋社 2001年
- 『からだ言葉・こころ言葉』三省堂 2002年

## 研究
- 原善『秦恒平の文学 夢のまた夢』右文書院　1994年